# Virginie Beauchet
Pour les articles homonymes, voir Beauchet.
Virginie Beauchet est une golfeuse française, licenciée à Aix-les-Bains.

## Palmarès amateurs

### Individuel
- Championne d'Europe individuelle (IELAC) en 2003 (au Shannon Golf Club (Irlande));
- Championne de France en 2002;
- Biarritz Cup en 2002.